# Discografia formației Westlife
Acest articol conține discografia detaliată a formației irlandeze Westlife. Trupa este alcatuită din Nicky Byrne, Kian Egan, Mark Feehily și Shane Filan. Trupa se află sub contract cu Syco Music deținută de Simon Cowell și au ca manager pe Louis Walsh. Compania de distribuție în Irlanda și Regatul Unit este RCA iar la nivel mondial Sony.
Timp de 12 ani au lansat opt albume de studio, un album "greatest hits", un album tribut, un album de interpretări și 27 de single-uri. S-a declarat că au vândut peste 44 de milioane de albume la nivel mondial.
Principala lor piață este Regatul Unit unde au devenit cea mai bine vândută trupă și pe locul doi în topul celor mai bine vânduți artiști ai anilor 2000. Au avut 7 consecutive și 14 per total single-uri numărul unu și 7 albume numărul unu în această țară. Au vândut 11 milioane de albume și 7 milioane de single-uri până acum. Conform listei realizate de Official Charts Company pentru anii 2000-2010, cel mai bine vândut album al lor în Regatul Unit este Coast to Coast, situat pe locul 46. Urmează compilația "greatest hits" pe locul 60 și Face to Face pe locul 83. Cel mai bine vândut single a fost interpretarea melodiei "Uptown Girl" care s-a vândut în 768.000 de exemplare și a ocupat locul 23 în această listă.

## Albume

### Albume de studio
- 1999 - Westlife
- 2000 - Coast to Coast
- 2001 - World of Our Own
- 2003 - Turnaround
- 2005 - Face to Face
- 2007 - Back Home
- 2009 - Where We Are
- 2010 - Gravity

### Greatest Hits
- 2002 - Unbreakable Vol. 1: The Greatest Hits
- 2011 - Greatest Hits

### Albume tribut
- 2004 - Allow Us to Be Frank
- 2006 - The Love Album

## Single-uri

### Regatul Unit
- 1999
  - "Swear It Again"
  - "If I Let You Go"
  - "Flying Without Wings"
  - "I Have A Dream/Seasons in the Sun"
- 2000
  - "Fool Again"
  - "Against All Odds" (impreuna cu Mariah Carey)
  - "My Love"
  - "What Makes a Man"
- 2001
  - "Uptown Girl"
  - "Queen of my Heart"
- 2002
  - "World of Our Own (single)"
  - "Bop Bop Baby"
  - "Unbreakable"
- 2003
  - "Tonight/Miss You Nights"
  - "Hey Whatever"
  - "Mandy"
- 2004
  - "Obvious"
- 2005
  - "You Raise Me Up"
  - "When You Tell Me That You Love Me" (impreuna cu Diana Ross)
- 2006
  - "Amazing"
  - "The Rose"
- 2007
  - "Home"
- 2008
  - "Us Against the World"
- 2009
  - "What About Now"
- 2010
  - "Safe"

### In afara Regatului Unit
- 2001
  - "I Lay My Love on You"
  - "When You're Looking Like That"
- 2004
  - "Smile"
  - "Ain't That a Kick in the Head?"
- 2008
  - "Something Right"